# James Rodríguez
James David Rodríguez Rubio (wym. [ˈxames roˈðɾiɣes]; ur. 12 lipca 1991 w Cúcucie) – kolumbijski piłkarz występujący na pozycji ofensywnego pomocnika w meksykańskim klubie Club León oraz w reprezentacji Kolumbii. Posiada również obywatelstwo hiszpańskie. Srebrny medalista Copa América 2024, Brązowy medalista Copa América 2016, uczestnik Mistrzostw Świata 2014 i Mistrzostw Świata 2018. Król strzelców Mistrzostw Świata 2014.

## Kariera klubowa
Rodríguez jako junior grał w klubie ze swojego rodzinnego miasta: Envigado. W 2006, stażu w drużynie juniorskiej, został włączony do pierwszej drużyny tego klubu. W Envigado grał przez 2 lata po czym w 2008 odszedł do argentyńskiego Banfield. W 2010 został sprzedany do FC Porto. Razem z Porto wygrał ligę, Puchar i Ligę Europy w 2011 oraz wygrał Superpuchar Portugalii w 2010. W Banfield wygrał Apertura 2011.

### FC Porto
W 2010 został sprzedany do FC Porto. Razem z Porto wygrał ligę, Puchar i Ligę Europy w 2012 oraz Superpuchar Portugalii w latach 2010–2012.

### AS Monaco
24 maja 2013 został sprzedany do AS Monaco za 45 milionów euro.

### Real Madryt
22 lipca 2014 Real Madryt poinformował o dokonaniu transferu Jamesa Rodrígueza z AS Monaco i terminie jego kontraktu na okres sześciu sezonów.
12 sierpnia 2014 zdobył z Realem Madryt pierwsze trofeum z nowym klubem – Superpuchar Europy.
19 sierpnia 2014 podczas meczu o Superpuchar Hiszpanii James Rodríguez strzelił swoją pierwszą bramkę dla Realu Madryt trafiając do siatki Atletico Madryt w 81. minucie spotkania.

### Bayern Monachium
11 lipca 2017 został wypożyczony na dwa sezony do Bayernu Monachium.

### Everton
7 września 2020 został zawodnikiem Evertonu podpisując z klubem kontrakt na okres 2 lat.

## Kariera reprezentacyjna
Rodriguez był młodzieżowym reprezentantem Kolumbii, grał w kadrze U-17 oraz U-20. Obecnie występuje w pierwszej reprezentacji Kolumbii. Zadebiutował w niej 11 października 2011 w meczu przeciwko Boliwii, natomiast swoją pierwszą bramkę zdobył 2 czerwca 2012 w meczu eliminacyjnym do Mistrzostw Świata 2014 przeciwko Peru.

### Mistrzostwa Świata 2014
James Rodriguez został królem strzelców mistrzostw świata w Brazylii 2014 zdobywając 6 bramek. W pierwszym grupowym meczu Pucharu Świata w 2014 przeciwko Grecji strzelił swoją pierwszą, a w sumie 3. bramkę drużyny, ustalając wynik na 3:0. W drugim meczu przeciwko Wybrzeżu Kości Słoniowej również zdobył gola, a przeciwko Japonii gola i dwie asysty. W 1/8 finału z Urugwajem został bohaterem meczu zdobywając dwie bramki dla Kolumbii. 4 lipca 2014 w ćwierćfinale MŚ Kolumbia przegrała z Brazylią 2:1 (bramkę dla Kolumbii zdobył właśnie Rodriguez trafiając w bramkę z rzutu karnego). Został wybrany autorem najpiękniejszego gola na mistrzostwach świata w Brazylii.

### Copa América 2024
15 czerwca 2024 po raz setny wystąpił w reprezentacji w towarzyskim meczu wygranym 3:0 z Boliwią. 21 czerwca 2024 został wybrany do 26-osobowego składu na Copa América 2024. 6 lipca w ćwierćfinale przeciwko Panamie wykorzystał podyktowany rzut karny i asystował przy dwóch golach, gdzie Kolumbia wygrała 5:0. 10 lipca w półfinałowym meczu przeciwko Urugwaju asystował po wykonanym rzucie rożnym bramce Jeffersona Lermy w wygranym spotkaniu 1:0, dzięki czemu jego reprezentacja narodowa dostała się do finału. Ta asysta była jego szóstą na turnieju, co pozwoliło Jamesowi pobić rekord Lionela Messiego pod względem największej liczby asyst w jednej edycji Copa América. 14 lipca w przegranym finale 0:1 z Argentyną grał do 91' minuty spotkania gdzie został zmieniony za Juana Fernanda Quintero, a także został wybrany najlepszym piłkarzem Copa America 2024. 

## Statystyki kariery
Stan na 25 czerwca 2025
| Klub                            | Sezon              | Liga  | Liga | Puchar krajowy | Puchar krajowy | Rozgrywki kontynentalne | Rozgrywki kontynentalne | Inne  | Inne | Puchar Ligi | Puchar Ligi | Razem | Razem |
| Klub                            | Sezon              | Mecze | Gole | Mecze          | Gole           | Mecze                   | Gole                    | Mecze | Gole | Mecze       | Gole        | Mecze | Gole  |
| ------------------------------- | ------------------ | ----- | ---- | -------------- | -------------- | ----------------------- | ----------------------- | ----- | ---- | ----------- | ----------- | ----- | ----- |
| Envigado                        | 2007               | 8     | 0    | —              | —              | —                       | —                       | —     | —    | —           | —           | 8     | 0     |
| Envigado                        | 2008               | 22    | 9    | —              | —              | —                       | —                       | —     | —    | —           | —           | 22    | 9     |
| Envigado                        | Razem              | 30    | 9    | —              | —              | —                       | —                       | —     | —    | —           | —           | 30    | 9     |
| Banfield                        | 2008–09            | 11    | 1    | —              | —              | —                       | —                       | —     | —    | —           | —           | 11    | 1     |
| Banfield                        | 2009–10            | 30    | 4    | —              | —              | 8                       | 5                       | —     | —    | —           | —           | 38    | 9     |
| Banfield                        | Razem              | 41    | 5    | —              | —              | 8                       | 5                       | —     | —    | —           | —           | 49    | 10    |
| FC Porto                        | 2010–11            | 15    | 2    | 5              | 3              | 9                       | 1                       | —     | —    | 2           | 0           | 31    | 6     |
| FC Porto                        | 2011–12            | 26    | 13   | 1              | 0              | 8                       | 1                       | —     | —    | 3           | 0           | 38    | 14    |
| FC Porto                        | 2012–13            | 24    | 10   | 2              | 0              | 8                       | 1                       | 1     | 0    | 3           | 1           | 38    | 12    |
| FC Porto                        | Razem              | 65    | 25   | 8              | 3              | 25                      | 3                       | 1     | 0    | 8           | 1           | 107   | 32    |
| AS Monaco                       | 2013–14            | 34    | 9    | 4              | 1              | —                       | —                       | —     | —    | 1           | 0           | 38    | 10    |
| AS Monaco                       | Razem              | 34    | 9    | 4              | 1              | —                       | —                       | —     | —    | 1           | 0           | 38    | 10    |
| Real Madryt                     | 2014–15            | 29    | 13   | 4              | 2              | 10                      | 1                       | 4     | 1    | —           | —           | 46    | 17    |
| Real Madryt                     | 2015–16            | 26    | 7    | 1              | 0              | 5                       | 1                       | —     | —    | —           | —           | 32    | 8     |
| Real Madryt                     | 2016–17            | 22    | 8    | 3              | 3              | 6                       | 0                       | 2     | 0    | —           | —           | 33    | 11    |
| Real Madryt                     | 2019–20            | 8     | 1    | 3              | 0              | 2                       | 0                       | 1     | 0    | —           | —           | 14    | 1     |
| Real Madryt                     | Razem              | 85    | 29   | 10             | 5              | 22                      | 2                       | 7     | 1    | —           | —           | 125   | 37    |
| Bayern Monachium (wypożyczenie) | 2017–18            | 23    | 7    | 4              | 0              | 12                      | 1                       | 0     | 0    | —           | —           | 39    | 8     |
| Bayern Monachium (wypożyczenie) | 2018-19            | 20    | 7    | 3              | 0              | 5                       | 0                       | 0     | 0    | —           | —           | 28    | 7     |
| Bayern Monachium (wypożyczenie) | Razem              | 43    | 14   | 7              | 0              | 17                      | 1                       | 0     | 0    | —           | —           | 67    | 15    |
| Everton                         | 2020–21            | 23    | 6    | 2              | 0              | —                       | —                       | —     | —    | 1           | 0           | 26    | 6     |
| Everton                         | Razem              | 23    | 6    | 2              | 0              | —                       | —                       | —     | —    | 1           | 0           | 26    | 6     |
| Ar-Rajjan SC                    | 2020-21            | 0     | 0    | 1              | 0              | —                       | —                       | —     | —    | —           | —           | 1     | 0     |
| Ar-Rajjan SC                    | 2021-22            | 12    | 4    | 2              | 1              | —                       | —                       | —     | —    | —           | —           | 14    | 5     |
| Ar-Rajjan SC                    | 2022-23            | 1     | 0    | 0              | 0              | —                       | —                       | —     | —    | —           | —           | 1     | 0     |
| Ar-Rajjan SC                    | Razem              | 13    | 4    | 3              | 1              | —                       | —                       | —     | —    | —           | —           | 16    | 5     |
| Olympiakos                      | 2022-23            | 20    | 5    | 3              | 0              | —                       | —                       | —     | —    | —           | —           | 23    | 5     |
| Olympiakos                      | Razem              | 20    | 5    | 3              | 0              | —                       | —                       | —     | —    | —           | —           | 23    | 5     |
| São Paulo FC                    | 2022-23            | 12    | 1    | 0              | 0              | 2                       | 0                       | —     | —    | —           | —           | 14    | 1     |
| São Paulo FC                    | 2023-24            | 6     | 1    | 0              | 0              | 2                       | 0                       | —     | —    | —           | —           | 8     | 0     |
| São Paulo FC                    | Razem              | 18    | 2    | 0              | 0              | 4                       | 0                       | —     | —    | —           | —           | 22    | 2     |
| Rayo Vallecano                  | 2024-25            | 6     | 0    | 1              | 0              | —                       | —                       | —     | —    | —           | —           | 7     | 0     |
| Rayo Vallecano                  | Razem              | 6     | 0    | 1              | 0              | —                       | —                       | —     | —    | —           | —           | 7     | 0     |
| Club León                       | 2024-25            | 17    | 2    | 0              | 0              | —                       | —                       | —     | —    | —           | —           | 17    | 2     |
| Club León                       | Razem              | 17    | 2    | 0              | 0              | —                       | —                       | —     | —    | —           | —           | 17    | 2     |
| Łącznie w karierze              | Łącznie w karierze | 395   | 110  | 38             | 10             | 76                      | 11                      | 8     | 1    | 10          | 1           | 527   | 133   |

## Sukcesy

### FC Porto
- Mistrzostwo Portugalii: 2010/2011, 2011/2012, 2012/2013
- Puchar Portugalii: 2010/2011
- Superpuchar Portugalii: 2010/2011, 2011/2012, 2012/2013
- Liga Europy UEFA: 2010/2011

### Real Madryt
- Mistrzostwo Hiszpanii: 2016/2017, 2019/2020
- Superpuchar Hiszpanii: 2019/2020
- Liga Mistrzów UEFA: 2015/2016, 2016/2017
- Superpuchar Europy UEFA: 2014, 2016
- Klubowe mistrzostwo świata: 2014, 2016

### Bayern Monachium
- Mistrzostwo Niemiec: 2017/2018, 2018/2019
- Puchar Niemiec: 2018/2019

### Reprezentacyjne
- 3. miejsce w Copa América: 2016

### Indywidualne
- Król strzelców Mistrzostw świata: 2014 (6 goli)
- FIFA Puskás Award: 2014
- Najładniejsza bramka Mistrzostw Świata 2014
- Bramka roku 2014

## Życie prywatne
Życiową partnerką Rodrígueza była siatkarka Daniela Ospina, którą poślubił 24 grudnia 2010. Daniela jest siostrą kolumbijskiego bramkarza Davida Ospiny. James i jego była żona wychowują córkę Salome, urodzoną 29 maja 2013. W lipcu 2017, James i Daniela ogłosili rozstanie.